# Карусель (софтбольный клуб)

Логотип СК «Карусель»

Карусе́ль — российский женский софтбольный клуб из посёлка Тучково Рузского района Московской области.

## Достижения
- 26-кратный чемпион России — 1994—2011, 2013—2019, 2024;
  - 4-кратный серебряный (2020—2023) и бронзовый (1993) призёр чемпионатов России.
- 14-кратный обладатель Кубка России — 1993, 1999, 2002, 2006, 2009, 2010, 2016—2022, 2024.
- серебряный (2003, 2009) и бронзовый (2000) призёр Кубка Европы.
- победитель розыгрыша Кубка Европы 2017.
- победитель (2004), серебряный (2005) и бронзовый (2021) розыгрышей Кубка обладателей кубков европейских стран.

## История
4 марта 1990 года в подмосковном посёлке Тучково группой энтузиастов во главе с выпускником Московского областного государственного института физической культуры, советником ректора МХТИ Вячеславом Смагиным был создан софтбольный клуб «Провинция». Первоначально в системе клуба существовало только детское отделение этого нового для России вида спорта. Деятельность клуба быстро расширялась и с начала 1990-х уже взрослая женская клубная команда начала принимать участие в первенствах Москвы, а в 1993 дебютировала и в чемпионате России, сразу же став бронзовым призёром и выиграв в том же году Кубок страны. До 1993 года клуб в основном опирался на поддержку Тучковского завода железобетонных конструкций, но уже со следующего сезона основными спонсорами стали Московский международный дом «Запад и Восток» и итальянская фирма-дитрибьютор каруселей «Preston», по основной сфере деятельности которой клуб и получил своё нынешнее название. В настоящее время генеральным партнёром клуба «Карусель» является группа компаний «Bosco di Ciliegi».
Начиная с 1994 команда «Карусель» прочно заняла лидирующие позиции в российском софтболе, лишь раз за период 1994—2019  уступив чемпионский титул звенигородской «Звезде» в 2012 году. В 1994 году состоялся дебют «Карусели» в еврокубковых соревнованиях. В розыгрыше Кубка обладателей кубков подмосковные софтболистки заняли 5-е место. В 1995 в дивизионе «В» уже Кубка Европы (аналог Лиги чемпионов в других видах спорта) спортсменки «Карусели» стали вторыми, а в следующем году — первыми, перейдя в дивизион «А». В 2000 «Карусель» выиграла свои первые медали — бронзовые — в Кубке Европы, а в 2003 стала уже серебряным призёром главного клубного турнира «старого света». В 2004 и 2005 софтболистки «Карусели» участвовали в Кубке обладателей кубков и в 2004 на впервые проходившем в Тучкове турнире подобного ранга стали обладателями почётного трофея, а в 2005 выиграли «серебро» соревнований. С 2006 «Карусель» вновь среди участников Кубка Европы и в 2009 повторяет свой «серебряный» успех 6-летней давности. В последующие годы «Карусели» не удавалось взойти на пьедестал почёта Кубка Европы (с 2014 — Премьер-Кубка) прежде всего из-за снизившегося финансирования, последовавшего после исключения софтбола из олимпийской программы. По этим причинам руководство клуба вынуждено было отказаться от привлечения легионеров, а в 2016 подмосковные софтболистки и вовсе отказались от участия в еврокубках по финансовым причинам.
В августе 2017, вскоре после окончания чемпионата России, где тучковские софтболистки уже в 23-й раз в своей истории выиграли «золото», «Карусель» приняла участие в розыгрыше Кубка Европы — втором по значимости клубном соревновании европейского континента. Одержав на турнире 7 побед в 7 матчах лучшая команда России стала обладателем почётного трофея.
Женская сборная России по софтболу долгое время в значительной степени формировалась на основе клуба «Карусель» и трижды завоёванные национальной командой медали на чемпионатах Европы (серебряные в 2003 и бронзовые в 1999 и 2007 годах) несомненно следует поставить в заслугу клуба из Тучково.

## Результаты в еврокубковых соревнованиях

### Кубок (с 2014 — Премьер-Кубок) Европы
| - 1995 2-е (дивизион В) - 1996 1-е (дивизион В) - 1997 4-е - 1998 5-е - 1999 4-е - 2000 3-е - 2001 6-е - 2002 4-е - 2003 2-е - 2006 1-е (дивизион В) | - 2007 5-е - 2008 4-е - 2009 2-е - 2010 6-е - 2011 7-е - 2012 6-е - 2014 6-е - 2015 5-е - 2018 5-е - 2019 6-е |

### Кубок Европы
- 2017  1-е

### Кубок обладателей кубков
- 1994 5-е
- 2004  1-е
- 2005  2-е
- 2021  3-е